# Planet Rhythm
Planet Rhythm var ett skivbolag för elektronisk dansmusik. Verksamheten startade med en skivbutik som drevs av Glenn Wilson i Helsingborg under tidigt 1990-tal. Wilson startade även ett skivbolag med samma namn som butiken och bolaget gav ut sin första tolvtumssingel 1994. Butiken och bolaget flyttade senare till Stockholm och Planet Rhythm blev en av 1990-talets viktigaste skivaffärer för elektronisk musik i Stockholm. Många kända techno- och houseproducenter, som Jesper Dahlbäck, Adam Beyer och Cari Lekebusch gav ut sin musik på etiketten Planet Rhythm Records. Detta i kombination att de samma faktiskt stod och sålde skivor där själva, gjorde affären legendarisk.
Vid slutet av 1990-talet flyttade Wilson hem till England och öppnade Planet Rhythm UK.